# 픽셀AI
AI PIXELL(AI픽셀)은 대한민국의 인공지능 기반 영상 품질 개선 및 초고해상도 영상 변환 기술이다. 해당 기술은 포바이포(4BY4)에 의해 개발되었으며, 방송, 콘텐츠 제작, 교육, 마케팅 등 다양한 산업 분야에서 영상의 화질을 향상시키는 데 활용된다.
이 기술은 SaaS(Software as a Service) 기반의 API 형태로 제공되며, 기업이나 기관 맞춤 구축이 가능한 온프레미스(On-premise) 설치형 방식도 함께 지원한다.

## 개요
AI PIXELL(AI픽셀)은 저해상도 영상의 업스케일링, 노이즈 제거, 색상 보정 등의 기능을 딥러닝 기반으로 수행하는 영상 인공지능 솔루션이다.
해상도 변환, 색공간 재정렬, 선예도 강화, 압축률 최적화 등 고화질 콘텐츠 송출에 필요한 다양한 기능을 제공한다. 주로 OTT, 방송, e러닝, 보안 분야에서 활용된다.

## 제공 방식
AI PIXELL(AI픽셀)은 다음과 같은 두 가지 방식으로 제공된다.
- SaaS 기반 API: 웹 플랫폼을 통해 영상 파일을 업로드하고 API로 변환 결과를 다운로드하는 클라우드 방식.
- 온프레미스(On-premise) 설치형: GPU 인프라 기반으로 자체 서버에 설치하여 로컬 환경에서 직접 영상 품질을 처리.

## 기술 특허
AI PIXELL(AI픽셀)은 기술은 아래와 같은 특허로 등록되어 있다:
- 화질 개선된 인공지능 기반 영상 출력 방법 – 등록번호: 10-2054453
- 초고해상도 영상 콘텐츠의 화질 개선 방법 – 등록번호: 10-2058355
- 디지털 영상 노이즈 제거 방법 – 등록번호: 10-2194447
- 입력영상 전처리를 이용한 화질보정방법 – 등록번호: 10-2245835

이외에도 미국 등 해외 출원을 포함한 복수의 특허가 존재한다.

## 활용 사례
- 방송사 구작 리마스터링
- e-learning 플랫폼 내 강의 영상 화질 개선
- 콘텐츠 기업의 광고용 고해상도 영상 제작
- 국내 OTT 플랫폼 웨이브의 뉴클래식 프로젝트에 AI PIXELL 솔루션 적용

```
-'내 이름은 김삼순(감독판)', '커피프린스 1호점', '풀하우스', '궁' 등을 SD 및 FHD급 화질에서 4K로 업스케일링
```

## 관련 문서
- 포바이포
- SaaS
- 온프레미스
- 인공지능
- 딥러닝